# Juan Antonio Rivera
Juan Antonio Rivera Rivera (Madrid, 1958-26 de junio de 2024) fue un filósofo, ensayista y profesor español.

## Biografía
Estudió en el Colegio Joyfe de Madrid y es licenciado en filosofía por la Universidad Complutense de Madrid. Juan Antonio Rivera impartió sus enseñanzas como catedrático de filosofía en el Instituto de Educación Secundaria 'Forat del Vent' de Sardañola del Vallés en la provincia de Barcelona. 
Fue colaborador de la revista Claves de razón práctica y ha escrito artículos en varias revistas  como, Isegoría, Cuadernos del Sur, Revista de Occidente, Ágora. Papeles de Filosofía, Alfa y Revista de libros. También ha colaborado con artículos de opinión en diarios como La Gaceta de Canarias y El País.
Fue ganador del XX Premio Espasa de Ensayo de 2003 con la obra Lo que Sócrates diría a Woody Allen, una obra didáctica sobre cine y filosofía. También ha conseguido el Premio Libre Empresa 2006 por su libro Menos utopía y más libertad.

## Obras
Además de haber colaborado en otras obras colectivas, como El individuo y la historia (1995), Tolerancia o barbarie (1998) o Que piensen ellos (2000), ha escrito los libros siguientes:
- El gobierno de la fortuna, Editorial Crítica, 2000, ISBN 84-843-2087-1.
- Lo que Sócrates diría a Woody Allen, Espasa Calpe, 2003. ISBN 84-670-1261-7.
- Menos utopía y más libertad, Tusquets Editores, 2005, premio Libre Empresa 2006, donde defiende un liberalismo «igualitario y fraternalista».
- Carta abierta de Woody Allen a Platón, Espasa Calpe, 2006. ISBN 84-670-2032-6, que a través del comentario de películas lleva a reflexiones filosóficas.
- Camelia y la filosofía. Andanzas, venturas y desventuras de una joven estudiante, Arpa Editores, 2016, ISBN 978-8416601240, con el objetivo de divulgar la filosofía de manera sencilla a través de una estudiante y su profesora de Filosofía.[3]
- Moral y civilización. Una historia, Arpa Editores, 2024, ISBN 978-84-19558-46-6.